# Брейді Еллісон
Брейді Еллісон  (англ. Brady Ellison; нар. 27 жовтня 1988) — американський лучник, олімпійський медаліст.

## Виступи на Олімпіадах
| Олімпіада           | Дисципліна                | Місце |
| ------------------- | ------------------------- | ----- |
| Пекін 2008          | особисті                  | 27    |
| Пекін 2008          | командні                  | =9    |
| Лондон 2012         | особисті                  | =17   |
| Лондон 2012         | командні                  | 2     |
| Ріо-де-Жанейро 2016 | індивідуальна першість    | 3     |
| Ріо-де-Жанейро 2016 | командна першість         | 2     |
| Токіо 2020          | індивідуальна першість    | 5     |
| Токіо 2020          | командна першість         | 5     |
| Токіо 2020          | змішана командна першість | 9     |
| Париж 2024          | індивідуальна першість    | 2     |
| Париж 2024          | змішана командна першість | 3     |

## Зовнішні посилання
- Брейді Еллісон на сайті World Archery (англійська)
- Брейді Еллісон на сайті Olympics.com (англійська)
- Брейді Еллісон на сайті Olympedia (англійська)
- Брейді Еллісон на сайті U.S. Olympic & Paralympic Committee (англійська)
- Брейді Еллісон на сайті International World Games Association (англійська)